# Simon Steinhorst
Simon Steinhorst (* 1985 in Starnberg) ist ein deutscher Schauspieler, Animator und Kurzfilm-Regisseur.

## Leben und Wirken
Steinhorst absolvierte von 2008 bis 2012 die Kunsthochschule für Medien Köln, wo er einige Animations-Kurzfilme realisierte. Deutschlandweit bekannt wurde er 2016 in seiner Rolle „Kandidat Robin“ bei Schwiegertochter gesucht, bei der er vom Neo Magazin Royale in die Sendung eingeschmuggelt wurde.
Weiterhin ist er als Schauspieler für Fernsehfilme und Serien aktiv sowie als Animator. Im Oktober 2024 wurde Steinhorst Mitglied der Deutschen Filmakademie.

## Filmographie
- 2009: Kleine Brötchen (Kurzfilm)
- 2010: Daphne und Noa (Kurzfilm)
- 2010: In Particular (Kurzfilm)
- 2013: Emil (Kurzfilm)
- 2016: Ein Aus Weg (Kurzfilm)
- 2016: Verafake in Neo Magazin Royale (Latenight-Show)
- 2017: Parallel Planes (Dokumentarfilm)
- 2018: Warum ich hier bin
- 2018: SOKO Köln (Fernsehserie, eine Folge)
- 2019: Alte Bande
- 2020: Bettys Diagnose (Fernsehserie, eine Folge)
- 2020: Die Chefin (Fernsehserie, eine Folge)
- 2021: Start the fck up (Fernsehserie)
- 2022: WaPo Duisburg (Fernsehserie, Folge Auf der Straße)
- 2022: Axiom
- 2022: Stadtkomödie – Der weiße Kobold (Fernsehreihe)
- 2024: Milch ins Feuer (Spielfilm)
- 2024: 30 Tage Lust (Miniserie)
- 2025: Helen Dorn (Fernsehserie, 1 Folge)
- 2025: Tatort: Abstellgleis (Fernsehserie)
- 2025: Polizeiruf 110: Ein feiner Tag für den Bananenfisch
- 2025: Wilma will mehr

## Auszeichnungen
- 2021: Deutscher Kurzfilmpreis mit Hannah Stragholz für Doom Cruise
- 2025: Nominierung Deutscher Schauspielpreis in der Kategorie Duo zusammen mit Linda Blümchen für 30 Tage Lust[3]